# Орелиен Нгейтала
Орелиен Нгейтала (на френски: Aurélien Ngeyitala) е конгоански футболист, който играе като полузащитник за Верея.

## Кариера
Тренира три години във френската академия „Клефортен“ преди да се присъедини към школата на Сошо. През сезон 2011/12 играе за дублиращия тим на „лъвовете“, предимно като резерва записва 9 срещи. През октомври 2012 г. дебютира в неофициален мач на националния тим на Демократична Република Конго до 20 г. срещу връстниците им от Австрия. В същото време преминава пробен период в Ботев (Пловдив), където не е одобрен. Следват проби в друг български тим – Черноморец (Бургас), които този път са успешни и Нгейтала е привлечен с краткосрочен договор с възможност да бъде продължен. Дебютира в А ПФГ на 10 ноември 2012 г. срещу Етър 1924.

## Статистика по сезони
| Сезон   | Отбор           | Първенство | Мачове | Голове |
| ------- | --------------- | ---------- | ------ | ------ |
| 2012/13 | Черноморец (Бс) | А група    | 7      | 0      |